# Willem Willeke
Willem Frederik Karel Willeke (* 29. September 1878 in Den Haag; † 26. November 1950 in Pittsfield, Massachusetts, Vereinigte Staaten) war ein niederländisch-amerikanischer Cellist, Pianist und Musikpädagoge.

## Leben und Wirken
Willeke begann seine Laufbahn als musikalisches Wunderkind und spielte schon in seiner Kindheit in einem Konzert Joseph Haydns Cellokonzert und Robert Schumanns Klavierkonzert. Vierzehnjährig beherrschte er alle Cellowerke von Johannes Brahms und gab mit dem Komponisten am Klavier Kammermusikkonzerte.
Dennoch absolvierte er zunächst ein Medizinstudium in Bonn und Wien, und erst Joseph Joachim konnte ihn überzeugen, zur Musik zurückzukehren. Er gab mehrere erfolgreiche Konzerte in Skandinavien und spielte mit Edvard Grieg dessen Cellosonate. Es folgten Konzertreisen durch Europa und die USA, und Willeke führte mit Richard Strauss dessen Cellosonate auf. Daneben hatte er Stellungen als Erster Cellist der Wiener Staatsoper und der Wiener Philharmoniker, einige Zeit auch des Orchesters des Royal Opera House in Covent Garden und erhielt den Titel eines Hofcellisten des Kaisers Franz Joseph I.
Als Mitglied des Kneisel String Quartet kam Willeke 1907 in die USA. Nach dessen Auflösung 1917 gründete er das Elshuco Trio, benannt nach der Musikmäzenin Elizabeth Shurtleff Coolidge. Als diese 1918 das Berkshire Festival of Chamber Music in South Mountain begründete, setzte sie ihn zum musikalischen Leiter des Festivals ein. Nach seinem Tod 1950 übernahm seine Witwe Sally Willeke die Leitung des Festivals.
In New York wirkte Willeke als Cellolehrer am Institute of Musical Arts, das 1926 in der Juilliard School aufging. Die bedeutendste seiner zahlreichen Schüler war Marie Roemaet-Rosanoff. Große Popularität gewann seine 1909 veröffentlichte Sammlung Thirty Solo Peaces for Violoncello With Piano Accompaniment.